# Philippe de Toucy
Philippe de Toucy (mort en 1277) est un croisé français du XIIIe siècle issu de la famille de Toucy.

## Biographie
Fils de Narjot de Toucy, Baudouin II de Constantinople l'envoie en mission diplomatique, avec un groupe de chevaliers francs, dans le Nord-Ouest de la mer Caspienne. Il remet ses observations à Louis IX, alors basé à Jaffa, et rentre à Constantinople où il rencontre Guillaume de Rubrouck.
Il est régent de l'empire latin de Constantinople vers 1245/1247.
En 1271, il devient amiral du royaume de Sicile.

## Mariage, descendance
Il épouse Portia de Roye, fille de Othon de Roye et de sa femme. Ils ont deux enfants :
- Narjot de Toucy II ;
- Othon (Oddone) de Toucy († apr. 1300), seigneur de Roye, héritier du patrimoine familial dans le royaume de Sicile, juge en Sicile[1].